# Międzynarodowy Festiwal Teatrów „A Part”
Międzynarodowy Festiwal Teatrów „A Part”, coroczny festiwal teatralny odbywający się w Katowicach. Pierwsza edycja miała miejsce w 1994.
Jest przeglądem teatru alternatywnego. Przedstawienia konkursowe odbywają się w różnych miejscach na terenie stolicy województwa śląskiego: w budynku starego dworca kolejowego, w Górnośląskim Centrum Kultury, w Kinoteatrze Rialto i na scenie Teatru Śląskiego.